# Sprachunterricht
Der Sprachunterricht ist die Anleitung zum Erlernen fremder Sprachen und zum richtigen Gebrauch der Muttersprache. 

## Deutschunterricht für Muttersprachler
In der Grundschule (Volksschule) handelt es sich zunächst meist nur um den Unterricht in der Muttersprache. Dieser Unterricht hat das Ziel, die Schüler zu befähigen, die Muttersprache mündlich und schriftlich geläufig und richtig zu benutzen und in ihr Niedergeschriebenes und Gesprochenes zu verstehen. Diese so genannten Deutschstunden umfassen Lesen und die Behandlung von Lesestücken, Übungen im mündlichen Ausdruck und Vortrag, orthographische und grammatische Erläuterungen und Übungen in schriftlicher Darstellung. 
Der Deutschunterricht hat in Bezug auf Grammatik und Rechtschreibung mehrfache Wandlungen durchgemacht. Am Ende des 18. und Anfang des 19. Jahrhunderts z. B. in den Lehrbüchern von Wilmsen, Heinsius, Harnisch, Krause und Scholz erscheint er vorzugsweise als Denk- und Sprachübung, wobei auf Genauigkeit, Klarheit und Richtigkeit des Ausdrucks Wert gelegt wird. Durch Karl Ferdinand Becker wurde das Verständnis der Sprache, insbesondere die klare Erkenntnis der Beziehung der Formen zu den logischen Verhältnissen der Begriffe, als Hauptziel hingestellt. Eingeführt in die Schulen wurde diese Art des Sprachunterrichts besonders durch Raimund Jakob Wursts Praktische Sprachdenklehre (1. Aufl., 1836), die lange Zeit als bester methodischer Leitfaden betrachtet worden ist. Demgegenüber wollten Jakob Grimm, Völter, Bock und andere alle Grammatik in der Muttersprache als die "freie Entfaltung des Sprachvermögens nur störend" ganz aus der Grundschule ferngehalten wissen. Eine vermittelnde Stellung nahmen Wilhelm Kellner und Otto ein, die den grammatischen Unterricht für nötig hielten, soweit er zum genaueren Verständnis von Gelesenem, zur Begründung der Rechtschreibung und zum richtigen schriftlichen und mündlichen Ausdruck unmittelbar diente.

## Unterricht von Fremdsprachen
Der Unterricht von fremden Sprachen kann grundsätzlich zweierlei Ziele anstreben: einerseits die Fähigkeit zu vermitteln, geläufig zu sprechen und zu schreiben, andererseits das Verständnis der literarischen Produkte der Sprache zu erlangen. Dieses ist meist beim Unterricht der Alten Sprachen, Latein und Griechisch der Fall, jenes gilt eher für moderne Sprachen, wie Englisch und Russisch.
Bei Anfängern, beispielsweise in weiterführenden Schulen, geschieht dies anfangs meist mit Hilfe von Lehrbüchern, die anhand einfacher Texten neue Vokabeln und Redewendungen sowie neue grammatikalische Aspekte der Sprache präsentieren. Das neu Erlernte wird dann separat geübt.
Unterricht für Fortgeschrittene dagegen besteht oft aus der Lektüre längerer Texte und Diskussion in der jeweiligen Sprache, da das Erlangen aktiver sprachlicher Kompetenz im Mittelpunkt steht. Je nach Ziel handelt es sich bei den Texten um authentische Literatur oder authentische fachspezifische Texte, wo deren Beherrschung beispielsweise in der Ausbildung von Dolmetschern und Übersetzern von Bedeutung sind.
Neben der aktiven Beherrschung der Fremdsprache ist vor allem auch das Hörverständnis von Wichtigkeit. Dieses kann mit Hilfe auditiver Medien wie Tonbandkassetten, CDs oder durch einen Aufenthalt im Land der Fremdsprache entwickelt werden.   
Besonders intensiv ist der Sprachunterricht an Schulen, die einen bilingualen Zweig anbieten. Dort werden neben dem Sprachunterricht selbst verschiedene Fächer (etwa Erdkunde, Geschichte, Gemeinschaftskunde) teilweise in der Fremdsprache unterrichtet, so dass die Schüler gezwungen sind, die Fremdsprache aktiv zu benutzen, und fachspezifische Vokabeln erlernen können.
Eng verbunden mit dem Erwerb einer Fremdsprache ist die Vermittlung des Wissens über die Kultur und das Land des fremdsprachigen Volkes. Letzteres erfolgt im Landeskundeunterricht. Interkulturelles Wissen ermöglicht hingegen das Brückenschlagen zwischen Herkunfts- und Zielkultur. Es wird meist in Unterrichtsphasen, die der interkulturellen Kommunikation (IKK) gewidmet sind, vermittelt.

## Neuere Entwicklung
Aktuell wurden infolge der PISA-Studie nicht unumstrittene Forderungen aus dem Bundesministerium für Bildung und Forschung laut, spielerischen Fremdsprachenunterricht schon für Schüler staatlicher Grundschulen oder Kinder in Kindergärten anzubieten, wie es an Privatschulen, etwa Waldorfschulen, teilweise möglich ist. Mittlerweile kann man in einer Reihe von deutschen Bundesländern bereits ab der 1. Grundschulklasse Englisch oder Französisch lernen. Manche Experten gehen allerdings davon aus, dass dieser Unterricht keine Vorteile bringt, da die Erwartungen, die man sich von einem solchen Sprachunterricht für die spätere fremdsprachliche Entwicklung des Schülers erhofft, nicht automatisch eintreten, wie man es etwa bei Kindern erwarten kann, die im familiären Umfeld zweisprachig aufwachsen.